# 劉邈 (陽都侯)
劉邈（？—？），东汉末年官员，汉朝宗室。

## 生平
劉邈父亲琅邪安王刘据，祖父琅邪贞王刘尊，曾祖父琅邪恭王刘寿，高祖父琅邪夷王刘宇。刘宇是汉光武帝的孙子，琅邪孝王刘京的儿子。初平元年（190年），董卓迁汉献帝到长安，劉邈的哥哥琅邪顺王劉容派刘邈到长安奉章贡献，汉献帝以刘邈为九江郡太守，封阳都侯。阳都县属城阳国。劉邈到长安时，称赞东郡太守曹操忠诚于汉献帝。初平三年（192年）刘容去世后，琅邪国绝封，但建安十一年（206年）已成为权臣的曹操因感激刘邈，在废除八个诸侯国的同时，复立刘容子刘熙为琅邪王。